# Жюрьетти, Франк
Франк Жюрьетти (фр. Franck Jurietti; 30 марта 1975, Валанс) — французский футболист, известный по выступлениям за «Бордо». Является рекордсменом по минимальному количеству времени, проведённому в матче за сборную Франции: отыграл всего 5 секунд 12 октября 2005 в матче против Кипра.

## Карьера

### Клубная
Воспитанник школы «Лиона», выступал в его юношеской команде. В начале своей карьеры числился де-юре в составе «Лиона», но не сыграл ни одного матча, в результате чего был продан в «Геньон» в конце сезона. 19 июля 1995 в составе клуба дебютировал в Лиге 1 против «Меца». В конце сезона «Геньон» вылетел в Лигу 2, а вскоре Жюрьетти перешёл в «Бастию», где выступал в течение трёх лет.
В 2000 году Франк перешёл в «Монако», где не смог закрепиться в составе. Уже через полгода после покупки его просто отправили в аренду к вечным противникам из Марселя. Спустя год Жюрьетти вернулся в клуб, но затем немедленно был продан в «Бордо», где и сыскал славу. В течение своей карьеры он выиграл чемпионат страны (при двух вторых местах) и Кубок Лиги (дважды). В финале Кубка Лиги 2009 он выводил свой клуб на поле и помог выиграть матч со счётом 4:0. В 2010 году его контракт с клубом истёк, и Жюрьетти завершил карьеру.

### В сборной
В сборную Жюрьетти был вызван впервые в 2005 году перед матчами отборочного турнира к чемпионату мира 2006. Единственный матч, в котором участвовал Жюрьетти, был матч 12 октября 2005 против Кипра. Французы выиграли 4:0, а Жюрьетти вышел только за пять секунд до конца матча. Эти пять секунд стали единственными секундами, которые он провёл в качестве игрока сборной. Франк таким образом побил рекорд Бернара Буассье, сыгравшего две минуты за сборную Франции в 1975 году.

## Стиль игры
Жюрьетти выступал на обеих флангах защиты, иногда выполнял роль опорного полузащитника. Заслужил репутацию одного из самых опасных и грубых игроков французского чемпионата.